# Gent–Wevelgem 2018
80. ročník jednodenního cyklistického závodu Gent–Wevelgem se konal 25. března 2018 v Belgii a Francii. Závod dlouhý 250,8 km vyhrál potřetí v kariéře Slovák Peter Sagan z týmu Bora–Hansgrohe. Na druhém a třetím místě se umístili Ital Elia Viviani (Quick-Step Floors) a Francouz Arnaud Démare (Groupama–FDJ).

## Týmy
Závodu se zúčastnilo celkem 25 týmů, včetně 18 UCI WorldTeamů a 7 UCI Professional Continental týmů. Každý tým přijel se sedmi jezdci, na start se celkem postavilo 175 jezdců. Do cíle v Wevelgemu dojelo 150 jezdců.
UCI WorldTeamy
- AG2R La Mondiale
- Astana
- Bahrain–Merida
- BMC Racing Team
- Bora–Hansgrohe
- EF Education First–Drapac p/b Cannondale
- Groupama–FDJ
- LottoNL–Jumbo
- Lotto–Soudal
- Mitchelton–Scott
- Movistar Team
- Quick-Step Floors
- Team Dimension Data
- Team Katusha–Alpecin
- Team Sky
- Team Sunweb
- Trek–Segafredo
- UAE Team Emirates

UCI Professional Continental týmy
- Cofidis
- Roompot–Nederlandse Loterij
- Sport Vlaanderen–Baloise
- Vérandas Willems–Crelan
- Vital Concept
- Wanty–Groupe Gobert
- WB Aqua Protect Veranclassic

## Výsledky
| Pořadí | Jezdec                   | Tým                     | Čas        |
| ------ | ------------------------ | ----------------------- | ---------- |
| 1      | Peter Sagan (SVK)        | Bora–Hansgrohe          | 5h 53' 37" |
| 2      | Elia Viviani (ITA)       | Quick-Step Floors       | + 0"       |
| 3      | Arnaud Démare (FRA)      | Groupama–FDJ            | + 0"       |
| 4      | Christophe Laporte (FRA) | Cofidis                 | + 0"       |
| 5      | Jens Debusschere (BEL)   | Lotto–Soudal            | + 0"       |
| 6      | Oliver Naesen (BEL)      | AG2R La Mondiale        | + 0"       |
| 7      | Matteo Trentin (ITA)     | Mitchelton–Scott        | + 0"       |
| 8      | Zdeněk Štybar (CZE)      | Quick-Step Floors       | + 0"       |
| 9      | Jasper Stuyven (BEL)     | Trek–Segafredo          | + 0"       |
| 10     | Wout van Aert (BEL)      | Vérandas Willems–Crelan | + 0"       |